# Onitis mendax
Onitis mendax är en skalbaggsart som beskrevs av Gillet 1918. Onitis mendax ingår i släktet Onitis och familjen bladhorningar. Inga underarter finns listade i Catalogue of Life.